# 세르게이 바르바레즈
세르게이 바르바레즈(세르비아어: Сергеј Барбарез, 크로아티아어: Sergej Barbarez, 1971년 9월 17일 ~ )는 보스니아 헤르체고비나의 은퇴한 축구 선수이자 현 축구 지도자로 현재 보스니아 헤르체고비나 축구 대표팀의 감독직을 맡고 있다. 현역 시절 하노버 96, 보루시아 도르트문트, 바이어 04 레버쿠젠 등 주로 독일 분데스리가에서 공격형 미드필더로 활약해왔으며 보스니아 헤르체고비나 대표팀의 일원으로도 국제 A매치 48경기 17골을 터뜨렸다.
그는 주로 공격형 미드필더나 스트라이커로 기용되었다. 그는 다재다능함으로 알려져 있으며, 수비수로도 기용 가능하다. 그는 전 보스니아 헤르체고비나 국가대표팀의 주장이었으며, 함부르크 시절, 174번의 분데스리가 경기에 출전하여 65골을 득점하며 클럽 최고의 선수들 중 한명으로 평가되고 있다.
2000-01 시즌에 함부르크에서 활약하면서, 그는 샬케 04의 에베 산과 함께 시즌을 22골로 최다 득점 동률로 마감하였다.

## 어린 시절
바르바레즈는 아버지 류보와 어머니 즐라타 사이에서 유고슬라비아 (현 보스니아 헤르체고비나)의 모스타르에서 출생하였다. 그의 아버지는 세르비아계 보스니아 헤르체고비나인이었고, 그의 어머니는 크로아티아와 보스니아 혈통을 절반씩 지닌 혼혈이었다.
이 곳에서, 바르바레즈는 그의 부모님과 유년 시절을 보냈으며, 교육을 받았다. 유년기에, 세르게이 바르바레즈는 축구보다 농구나 육상에 관심을 가졌었다. 그러나, 11세가 되었을 때, 바르바레즈는 주로 친목을 위주로 축구를 하기 시작하였다.
그리고 1984년에, 바르바레즈는 그의 고향인 모스타르를 연고로 하는 벨레주 모스타르의 유소년 팀에 입단하면서 한 걸음 앞으로 더 내디뎠다.

## 클럽 경력

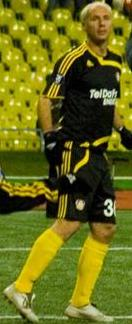
레버쿠젠 소속 시절의 바르바레즈(2007년)

약 6년 후, 19세의 바르바레즈는 벨레주 모스타르와 1군 계약을 체결하였다. 그러나, 얼마 지나지 않아, 바르바레즈는 모스타르로 돌아가 축구를 계속하기 전까지 1991까지 자그레브의 유고슬라비아 인민군에 입대해 있었다. 1991년, 세르게이 바르바레즈는 벨레주 모스타르로 복귀하였고, 모두가 바르바레즈를 진정한 재능으로 인정하기 시작하였다.
같은 해, 바르바레즈는 독일에 거주하는 삼촌을 방문하였다. 얼마 후, 바르바레즈는 모스타르로 복귀할 계획이었으나, 그의 삼촌은 그가 독일에 2주를 더 머물게 하였다. 그의 삼촌은 바르바레즈가 하노버 96에서 2주의 트라이얼 연습 기회를 주었다. 하노버 96의 코칭스태프는 바르바레즈에 인상을 받았고, 그는 클럽에 입단하였다. 같은 2주의 기간 동안 구 유고슬라비아 연방에서 정치적 문제가 매 순간마다 상황이 악화되었고, 일부 지역에서는 분쟁이 발발하였다. 그에 따라, 바르바레즈는 그의 아버지와의 합의를 거쳐 그의 삼촌과 독일에 몇년간 머물게 되었다.
1992년 4월, 보스니아 헤르체고비나 전쟁이 모스타르까지 덮쳤다. 전쟁이 발발하기 한달 전, 바르바레즈의 아버지와 누나는 그의 고교시절 단짝이었던 아나와 함께 독일의 하노버로 피난하였다. 바르바레즈의 어머니 즐라타는 보스니아 헤르체고비나 전쟁 기간 동안 모스타르에 머물렀다.
바르바레즈는 1991-92 시즌의 후반기와 1992-93 시즌 동안 하노버 96 선수로 활약하였다. 1993년에서 1996년 사이, 바르바레즈는 3부 리그에 속한 우니온 베를린에서 활약하였고, 1996년에 한자 로스토크로 이적하여 1998년까지 활약하였다.
1998년을 기점으로, 그는 도르트문트에서 활약하였고, 그는 2000년 7월 함부르크로 이적하기 전까지 그곳에서 활약하였다.
함부르크에서의 첫 시즌 동안, 바르바레즈는 22골을 득점하여 팀내 득점 1위를 차지함과 동시에 에베 산과 함께 분데스리가 공동 득점왕이 되었다. 비록 바르바레즈는 함부르크가 전 시즌 3위의 성적을 거두어 처음으로 출전한 UEFA 챔피언스리그 2000-01 대회에서 2골을 득점하고도 팀의 조별 리그 탈락을 막지 못하였다.
2006년 5월 17일, 그는 레버쿠젠과 2년 계약을 체결하였다.

## 국가대표팀 경력
1998년 5월 14일, 바르바레즈는 아르헨티나와의 친선경기에서 보스니아 헤르체고비나 국가대표팀 데뷔전을 치르었다.
2005년 10월 13일, 국가대표팀 은퇴를 하기 전까지, 바르바레즈는 보스니아 헤르체고비나 국가대표팀의 주장을 맡았었다.
2005년 12월 2일, 그는 보스니아 헤르체고비나 국가대표팀에 복귀하였고, UEFA 유로 2008 예선전에 출전하였다. 그는 이 기간에도 팀의 주장이었다.

## 코치 경력
바르바레즈는 2009년 12월 14일, UEFA 유로 2012를 앞두고 보스니아 헤르체고비나 국가대표팀 감독이 될 의사를 선언하였다. 그러나, 스르프스카 공화국 축구 협회가 그를 승인하지 않았고, 이후 사페트 수시치가 보스니아 헤르체고비나의 신임 감독으로 선임되었다.
2010년 1월 5일, 바르바레즈는 보스니아 헤르체고비나 야블란카의 보스니아 헤르체고비나 축구 협회의 교육 시설로부터 UEFA 프로 라이선스를 획득하였다.

## 사생활
바르바레즈는 고등학교 시절 단짝이자 모스타르 출신인 아나와 결혼하였다. 부부 사이에는 필리프-안드레 (1994년생) 와 세르히오-루이스 (1999년생) 두 아들을 두고 있다.
바르바레즈는 현재 함부르크의 보드진 일원이다.

## 경력 통계
| 클럽      | 클럽          | 클럽       | 리그 | 리그 | 컵       | 컵       | 대륙 | 대륙 | 합계 | 합계 |
| 시즌      | 클럽          | 리그       | 출장 | 골   | 출장     | 골       | 출장 | 골   | 출장 | 골   |
| 독일      | 독일          | 독일       | 리그 | 리그 | DFB-포칼 | DFB-포칼 | 유럽 | 유럽 | 합계 | 합계 |
| --------- | ------------- | ---------- | ---- | ---- | -------- | -------- | ---- | ---- | ---- | ---- |
| 1996–97   | 한자 로스토크 | 분데스리가 | 27   | 2    | 2        | 1        | 0    | 0    | 29   | 3    |
| 1997–98   | 한자 로스토크 | 분데스리가 | 32   | 11   | 1        | 0        | 0    | 0    | 33   | 11   |
| 1999–00   | 도르트문트    | 분데스리가 | 14   | 2    | 1        | 0        | 5    | 1    | 20   | 3    |
| 2000–01   | 함부르크      | 분데스리가 | 31   | 22   | 1        | 0        | 8    | 1    | 40   | 23   |
| 2001–02   | 함부르크      | 분데스리가 | 24   | 7    | 1        | 0        | 0    | 0    | 25   | 7    |
| 2002–03   | 함부르크      | 분데스리가 | 24   | 6    | 1        | 0        | 0    | 0    | 25   | 6    |
| 2003–04   | 함부르크      | 분데스리가 | 32   | 10   | 3        | 0        | 2    | 0    | 37   | 10   |
| 2004–05   | 함부르크      | 분데스리가 | 30   | 11   | 1        | 0        | 0    | 0    | 31   | 11   |
| 2005–06   | 함부르크      | 분데스리가 | 33   | 9    | 3        | 3        | 9    | 2    | 45   | 14   |
| 2006–07   | 레버쿠젠      | 분데스리가 | 32   | 7    | 2        | 0        | 12   | 3    | 46   | 10   |
| 2007–08   | 레버쿠젠      | 분데스리가 | 29   | 4    | 0        | 0        | 10   | 3    | 39   | 7    |
| 합계      | 독일          | 독일       | 330  | 95   | 18       | 4        | 46   | 10   | 394  | 109  |
| 경력 합계 | 경력 합계     | 경력 합계  | 330  | 95   | 18       | 4        | 46   | 10   | 394  | 109  |

## 국가대표팀 득점 기록
| #   | 날짜            | 경기장                                  | 상대         | 점수 | 결과 | 대회                      |
| --- | --------------- | --------------------------------------- | ------------ | ---- | ---- | ------------------------- |
| 1.  | 1999년 9월 5일  | 아심 페르하토비치 하세 경기장, 사라예보 | 에스토니아   | 1–1  | 1–1  | UEFA 유로 2000 예선전     |
| 2.  | 2001년 2월 28일 | 빌리노 폴레, 제니차                     | 헝가리       | 1–1  | 1–1  | 친선경기                  |
| 3.  | 2001년 3월 24일 | 아심 페르하토비치 하세 경기장, 사라예보 | 오스트리아   | 1–1  | 1–1  | 2002년 FIFA 월드컵 예선전 |
| 4.  | 2001년 3월 28일 | 라인파르크 슈타디온, 파두츠             | 리히텐슈타인 | 1–0  | 3–0  | 2002년 FIFA 월드컵 예선전 |
| 5.  | 2001년 3월 28일 | 라인파르크 슈타디온, 파두츠             | 리히텐슈타인 | 2–0  | 3–0  | 2002년 FIFA 월드컵 예선전 |
| 6.  | 2002년 3월 27일 | 스타디온 그르바비차, 사라예보           | 북마케도니아 | 2–0  | 4–4  | 친선경기                  |
| 7.  | 2002년 3월 27일 | 스타디온 그르바비차, 사라예보           | 북마케도니아 | 3–0  | 4–4  | 친선경기                  |
| 8.  | 2003년 2월 13일 | 밀레니엄 스타디움, 카디프               | 웨일스       | 2–1  | 2–2  | 친선경기                  |
| 9.  | 2003년 3월 29일 | 빌리노 폴레, 제니차                     | 룩셈부르크   | 2–0  | 2–0  | UEFA 유로 2004 예선전     |
| 10. | 2003년 4월 2일  | 파르켄, 덴마크                          | 덴마크       | 1–0  | 2–0  | UEFA 유로 2004 예선전     |
| 11. | 2003년 9월 10일 | 스타드 요지 바르텔, 룩셈부르크          | 룩셈부르크   | 1–0  | 1–0  | UEFA 유로 2004 예선전     |
| 12. | 2005년 6월 4일  | 산마리노 스타디움, 세라발레             | 산마리노     | 3–1  | 3–1  | 2006년 FIFA 월드컵 예선전 |
| 13. | 2005년 9월 3일  | 빌리노 폴레, 제니차                     | 벨기에       | 1–0  | 1–0  | 2006년 FIFA 월드컵 예선전 |
| 14. | 2005년 9월 7일  | LFF 경기장, 빌뉴스                      | 리투아니아   | 1–0  | 1–0  | 2006년 FIFA 월드컵 예선전 |
| 15. | 2006년 5월 31일 | 아자디 경기장, 테헤란                   | 이란         | 2–0  | 2–5  | 친선경기                  |
| 16. | 2006년 8월 16일 | 아심 페르하토비치 하세 경기장, 사라예보 | 프랑스       | 1–0  | 1–2  | 친선경기                  |
| 17. | 2006년 9월 2일  | 타알리 국립경기장, 아타르트             | 몰타         | 1–0  | 5–2  | UEFA 유로 2008 예선전     |

## 수상

### 클럽
하노버 96
- DFB-포칼: 1991-92

함부르거 SV
- DFB-리가포칼: 2003
- UEFA 인터토토컵: 2005

### 개인
- 분데스리가 득점왕: 2000–01
- 보스니아 헤르체고비나 올해의 축구 선수: 2001, 2003